# Агилар, Амалия
Амалия Исабель Родригес Каррьера (исп. Amalia Isabel Rodríguez Carriera; 3 июля 1924, Матансас — 8 ноября 2021, Мехико) — кубинско-мексиканская танцовщица

, актриса

 и комик.

## Биография
Амалия Исабель Родригес Карьера родилась в Матансасе. Родители с детства стимулировали её и ее сестру Сесилию в творческом отношении. Она изучала балет в Гаване у таких учителей, как Лита Энхарт, Лало Маура и Хорхе Харрисон. Обе девушки были членами Кубинской театральной труппы. В Гаване сестры Агилар познакомились со знаменитым кубинским танцовщиком Хулио Ришаром, который искал молодых танцоров для своего балета. Первоначально Амалия была отвергнута Ричардом из-за ее неопытности. Через несколько лет Сесилия вышла замуж, когда они были в турне по Панаме. Хулио Ришар снова заметил Амалию и решил отвезти ее в Мексику в качестве партнерши по танцам.
В Мексике Агилар дебютировала в Театре Лирико и главных кабаре Мехико, а также в радиопрограмме XEW La Hora Mejoral с Карлосом Амадором. В том же году она снялась в своем первом фильме «Извращение» с Рамоном Арменгодом и Эмилией Гиу. Ее успех и слава вскоре привлекли внимание Соединенных Штатов. Голливудские продюсеры приглашают ее выступать в некоторые из крупнейших ночных клубов страны.
Во время своего пребывания в Соединенных Штатах она работала вместе с такими звездами, как Боб Хоуп, Кармен Миранда, Шавьер Кугат. В Голливуде она снимала фильм «Ночь безумств» (1947) с Эвелин Уэст. В Голливуде продюсеры предполагали, что Амалия снимется в фильме о жизни Лупе Велес, но Амалия отказалась работать в голливудской индустрии и решила вернуться в Мексику.
Вернувшись в Мексику, Агилар возглавила группу музыкантов под названием Los Diablos del Trópico и вернулась в мексиканский кинематограф в 1948 году с фильмом «Conozco a los dos».
После замужества Агилар завершила карьеру в кино. Несколько лет она прожила в Перу, где основала сеть салонов красоты и закусочных. В 1976 году она вернулась в Мексику для участия в музыкальном ревю в Театро Бланкита с композицией «Resortes» вместе с кубинской румберой Росой Карминой. В 1981 году она вернулась в Перу.
В 2003 году мексиканский кинорежиссер Рафаэль Монтеро убедил ее ненадолго появиться в фильме «Dame tu cuerpo» с актерами Рафаэлем Санчесом Наварро и Лус Марией Зетиной в главных ролях.
8 ноября 2021 года Агилар умер в возрасте 97 лет в Мехико. Эта новость была обнародована через ее официальный аккаунт в Facebook. Ее похороны состоялись на следующий день, и она была похоронена 10 ноября на кладбище Пантеон Хардин.

## Личная жизнь
Она вышла замуж за перуанского бизнесмена Рауля Берауна. Выйдя на пенсию, она забеременела и решила посвятить себя детям и браку. Ее муж погиб в авиакатастрофе в 1962 году. У них было трое детей: Дафна, Рауль и Хорхе.